# 三ツ村鐵治
三ツ村 鐵治（みつむら かねはる、1945年 - ）は、主に特撮テレビドラマ作品の元演出家。愛知県出身。

## 経歴
1968年に日本大学藝術学部を卒業後、東映テレビプロダクションに入社。以後、一貫してテレビ映画の助監督を務める（その時のスタッフクレジットには「三村道治」と表記された）。『非情のライセンス』、『特別機動捜査隊』、『特捜最前線』といった一般ドラマ、『電子戦隊デンジマン』、『太陽戦隊サンバルカン』などのキャラクターものの東映テレビプロ制作の作品に携わった。
1985年、『特捜最前線』で監督デビュー(同作品のシナリオは藤井邦夫)。同番組では誠直也の指名で、誠演じる吉野刑事の殉職編の演出を果たしている。同番組終了まで監督を務め上げた。
1987年より、東映・吉川進プロデューサーから招聘を受け、『超人機メタルダー』をはじめとするメタルヒーローシリーズで監督として頭角を現す（同作で最終回演出）。翌年の『世界忍者戦ジライヤ』では早くもメイン監督を任され、同番組のメインライター高久進からも「真面目に撮っている」と信頼を得ている。また、『メタルダー』以来の日笠淳プロデューサーとの縁で、『美少女仮面ポワトリン』をはじめとする不思議コメディーシリーズも多数演出した。
1997年1月の『ビーファイターカブト』45話「BF!! 歴史に挑戦」をもって、東映テレビプロ作品の演出からは離脱。以降は宮下隼一の紹介でフラグシップに合流し、同集団が手がけるゲームシナリオムービーの演出に関わった。
同集団解散後は演出業を引退。現在は東京を離れ、故郷の愛知県に居を構えている。

## エピソード
- 監督昇進は40歳になる手前だったが、それより数年前に『燃えろアタック』で監督昇進の打診を受けたことがあったという。しかしある先輩監督より「監督デビューは1時間もののドラマのほうがいい」というアドバイスを受けていたそうで、その話に関しては消極的であったという。その結果いつの間にかデビューの話は立ち消えになったという。
- 監督に昇進した際、そのデビュー作品のシナリオに藤井邦夫を指名したのは三ツ村であった。藤井脚本を得て2作品を監督するが、2作目の演出で役者の怪我のせいでとある尾行のシーンが上手く撮れなかったという。高橋正樹プロデューサーより、「あの尾行はないだろう」と直々に叱責を受け、しばらく監督をさせて貰えなかったという。
- 『特捜最前線』で大滝秀治が最後の収録に臨んだとき，その回のチーフ助監督を務めていた三ツ村に「みっちゃん（三ツ村）はいつも時計をしてないからプレゼントするよ」と言って、腕時計をプレゼントして貰ったという。
- 『特捜最前線』時代より、役者には厳格で怖い監督として有名で、また自身のファッションは黒っぽい格好が多かったことなどから「ダーク三ツ村」の別名で呼ばれていた。
- 『特捜最前線』終了後は吉川進プロデューサーの誘いで（吉川は招聘にあたって『特捜』の三ツ村作品を全て見たという）、『超人機メタルダー』をはじめとするメタルヒーローシリーズに参加することになった。しかし、子供番組の現場経験はあまりなかったため、後輩である伊藤寿浩や大先輩の小西通雄の組（第9話〜第12話）で志願して助監督を務め、作品世界に慣れようとしたという。
- 『美少女仮面ポワトリン』は本編の演出は2本のみにとどまったが、前期のオープニングおよびエンディングの演出を担当した。
- 1990年後半から1991年前半はシリーズのローテーションから外れている。これは吉川プロデューサーの依頼で千葉真一が製作・監督する映画に監督補として参加した都合によるものであったが、結局企画自体が流れて映画は公開に至らなかった。
- 近年雑誌インタビューにおいて、「僕が子供番組を撮ることで気をつけていたのは、たとえば主人公が子供を助けるといったシーンがあったとするなら、その子供が持っている人形も助ける――そういったシーンを分かりやすく見せたいと。それを常々念頭に置いてました」と語っている。『特救指令ソルブレイン』第8話において、ソルブレイバーが工場火災から少女を救出するシーンがあるが、少女の乗っていた三輪車も炎の中から同時に救い出していた。脚本で指定されていたかどうかは不明だが、三ツ村の拘りが感じ取れる仕上がりになっている。
- 杉村升が急逝したとき、仕事仲間だった三ツ村は葬儀の際に宮下隼一と抱き合って号泣したという。
- メタルヒーローシリーズは第6作『超人機メタルダー』から第15作『ビーファイターカブト』の10作に関与し、監督本数は歴代1位の141本である。2位は小西通雄の135本、3位は小笠原猛の116本である。

## 作品

### テレビドラマ（監督）
- 特捜最前線（1977-1987年、東映・テレビ朝日）※助監督兼任&1985年監督デビュー
- メタルヒーローシリーズ（東映・テレビ朝日）
  - 超人機メタルダー（1987-1988年）※同番組初期では助監督も兼任&最終回演出　
  - 世界忍者戦ジライヤ（1988-1989年）※初のメイン&最多演出&最終回演出　
  - 機動刑事ジバン（1989-1990年）
  - 特警ウインスペクター（1990-1991年）
  - 特救指令ソルブレイン（1991-1992年）
  - 特捜エクシードラフト（1992-1993年）※初のパイロット作品、最多演出　
  - 特捜ロボジャンパーソン（1993-1994年）※最多演出&最終回演出　
  - ブルースワット（1994-1995年）※最多演出　
  - 重甲ビーファイター（1995-1996年）※最多演出&最終回演出　
  - ビーファイターカブト（1996-1997年）
- 東映不思議コメディーシリーズ（東映・フジテレビ）
  - 魔法少女ちゅうかなぱいぱい!（1989年）※最終回演出　
  - 魔法少女ちゅうかないぱねま!（1989年）※最終回演出　
  - 美少女仮面ポワトリン（1990年）前期OP・ED担当
  - 有言実行三姉妹シュシュトリアン（1993年）※パイロット作品

### ゲーム
- ディノクライシス2（2000年、カプコン）モーションキャプチャー&CGムービーディレクター
- 鬼武者（2001年、カプコン）モーションキャプチャー演出
- 鬼武者2（2002年、カプコン）モーションキャプチャー演出
- クロックタワー3（2002年、カプコン）
- 鬼武者3（2004年、カプコン）モーションキャプチャーディレクター
- SHADOW OF ROME（2005年、カプコン）